# 保里托
保里托是玻利維亞的城鎮，位於該國南部，由聖克魯斯省負責管轄，距離首府聖克魯斯27公里，海拔高度356米，每年平均降雨量約1,000毫米，2010年人口2,191。

## 外部連結
- Map of Andrés Ibáñez Province

17°53′S 62°57′W / 17.883°S 62.950°W